# Bucsin (Parajd)
Bucsin (románul: Bucin) település Erdélyben, Hargita megyében, Parajd községhez tartozik.